# Липсиц, Игорь Владимирович
И́горь Влади́мирович Ли́псиц (род. 18 марта 1950, Москва) — российский учёный-экономист и маркетолог, профессор и ординарный профессор НИУ ВШЭ в 1993—2023 годах, научный руководитель Департамента маркетинга НИУ ВШЭ в 2003—2014 годах, доктор экономических наук, профессор (Министерство образования РФ, 2001). Научная специализация: маркетинг-менеджмент, экономический анализ реальных инвестиций, ценообразование, реформирование предприятий в пост-социалистической экономике. На данный момент проживает в Литве.

## Биография
В 1971 году окончил общеэкономический факультет Московского института народного хозяйства им. Плеханова.
В 1976 году получил учёную степень кандидата экономических наук, защитив диссертацию на тему «Вопросы перспективного планирования и прогнозирования оптовых цен: на примере химической промышленности». 
В 2001 году стал доктором экономических наук, защитив диссертацию на тему «Управление ценообразованием в фирме: мировой опыт и российская практика».
В 1971—1989 годах работал в Научно-исследовательском институте по ценообразованию при Государственном комитете цен при Совете Министров СССР.
В 1989—1991 годах работал в Кредитно-финансовом институте банков при Государственном банке СССР, заведовал там Отделом анализа народнохозяйственной конъюнктуры.
В 1991—1994 годах работал в Экспертном институте Российского союза промышленников и предпринимателей. 
С 1994 по 2003 год Липсиц занимался творческой работой[уточнить].
С 1993 по 2023 год — профессор (с 2001 года — ординарный профессор) Высшей школы экономики. Является одним из её основателей. В 1993 году создал в ВШЭ кафедру «Экономики фирмы», ставшую основой для формирования в ВШЭ всего направления прикладных дисциплин, а в дальнейшем — Факультета менеджмента, где И. В. Липсиц в 1998 году основал кафедру маркетинга. В 2003—2014 годах — научный руководитель Департамента маркетинга ВШЭ. До 2023 года — ординарный профессор Факультета менеджмента ВШЭ, профессор Высшей школы менеджмента ВШЭ.
В августе 2023 года сообщил, что покинет вуз с 1 сентября после того, как руководство университета в одностороннем порядке аннулировало его контракт на дистанционную работу. К тому времени Липсиц три года постоянно жил с семьёй в Паланге, откуда и преподавал студентам все эти годы. В интервью Елене Тофанюк на ютьюб-канале Forbes подтвердил своё увольнение.
15 марта 2024 года внесён Министерством юстиции Российской Федерации в список иноагентов.
В декабре 2024 года вышел из российского гражданства.

## Научная деятельность
И. В. Липсиц известен как автор многих публикаций в экономической прессе и первого в России учебника по рыночной экономике для подростков «Удивительные приключения в стране Экономика», изданного большим тиражом.
В период с 1993 по 2009 гг. большими тиражами были изданы его учебники и учебные пособия: «Экономика без тайн», «Раскрывая тайны экономики» (совместно с Л. Л. Любимовым и Л. В. Антоновой), «Основы экономики» (совместно с Л. Л. Любимовым), «Экономика» (в двух томах), «Экономика. История и современная организация хозяйственной деятельности».
Большой отклик получили и лекции по экономике, которые И. В. Липсиц прочитал в рамках Экономического факультета Открытого телевизионного университета, организованного телеканалом «Российские университеты».
Создал первый в России полный цикл школьных учебников по экономике с 7 по 11 классы.
Долгие годы являлся одним из самых авторитетных специалистов в области маркетинга и ценообразования в России, в 2013 году награжден орденским знаком Гильдии маркетологов России «За заслуги в маркетинге».
По рейтингу журнала «Секрет фирмы» входил в число 12 лучших преподавателей российского бизнес-образования.
По итогам конкурса общества «Знание» вошёл в 2018 году в десятку лучших лекторов России.
На начало 2024 года индекс Хирша по версии Scopus — 22, по версии РИНЦ — 23.

## Учебник «Экономика»
В начале 2019 года Минпросвещения России отказалось внести учебник «Экономика» для 10-11 классов, написанный Липсицем, в федеральный перечень учебников.
В экспертизе, проведенной по заказу Минпросвещения, заявлялось, что приведенные в книге примеры и вопросы «не способствуют любви к Родине». При этом прямых указаний включить в учебник материалы об «экономическом прорыве» и «импортозамещении» в заключении экспертизы нет. В Минпросвещения заявили, что не имеют отношения к формулировке рекомендаций и это были предложения издательства. По словам гендиректора «Виты-пресс» Людмилы Антоновой, часть рекомендаций, направленных Липсицу, издательство взяло из рецензий экспертов. Липсиц заверил, что не намерен вносить в свой учебник «радостные слова про взлет экономики и патриотический порыв ради импортозамещения». «Тут я не справлюсь, увы. Разучился я такое писать за последние 25 лет и восстанавливать навыки словоблудия уже не хочу».
В интервью Znak.com Липсиц объяснил, что патриотизм заключается не в умалчивании экономических проблем, а в нахождении способов их разрешения.
После включения Липсица в список иноагентов в 2024 г. его учебники окончательно запрещены для использования в школах России.